# Abreschviller
Abreschviller település Franciaországban, Moselle megyében. Lakosainak száma 1427 fő (2022. január 1.). Abreschviller Nitting, Saint-Quirin, Lutzelhouse, Troisfontaines, Vasperviller, Voyer és Walscheid községekkel határos.

## Népesség
A település népességének változása:
| Lakosok száma | 1421 | 1309 | 1233 | 1481 | 1527 | 1470 | 1427 | 1400 | 1409 | 1427 |
|               | 1968 | 1982 | 1990 | 2006 | 2013 | 2015 | 2017 | 2019 | 2020 | 2022 |